# Roni Kalderon
Aharon (Roni) Kalderon (Hebreeuws: רוני קלדרון) (Shabazi, Tel Aviv, 5 februari 1952) is een voormalige Israëlische voetballer.
Roni Kalderon gold in de jaren zestig als het grootste voetbaltalent van Israël. Op vijftienjarige leeftijd debuteerde hij in het eerste elftal van Hapoel Tel Aviv. Bij zijn debuut scoorde hij tweemaal. Een jaar later debuteerde hij in het Israëlische nationale elftal als jongste speler ooit.
In 1969 werd Kalderon door coach Rinus Michels tegelijk met Johan Neeskens naar Ajax gehaald. Kalderon is de enige speler uit Israël die ooit onder contract gestaan heeft bij Ajax. Ondanks zijn talent heeft hij het eerste elftal van de Amsterdamse club nooit weten te halen. Onder meer problemen met toestemming van de Israëlische voetbalbond en zijn dienstplicht die hij diende te vervullen in zijn vaderland zorgden ervoor dat de loopbaan van de speler niet van de grond kwam in Amsterdam.
Na terugkeer van zijn dienstplicht had Ajax geen interesse meer in Kalderon. De voetballer heeft het daarna nog geprobeerd bij Feyenoord en Paris FC. Daar maakte hij louter schulden en problemen. Hierna is Kalderon aan lagerwal geraakt. Hij raakte betrokken bij drugshandel en is zowel in Israël als in het Braziliaanse São Paulo in de gevangenis beland. Uit beide gevangenissen wist hij ook weer te ontsnappen. Tegenwoordig is zijn verblijfplaats onbekend en volgens sommige geruchten zou hij zijn vermoord.
Kalderon inspireerde sportjournalist Tom Egbers tot het schrijven van een stuk, dat verscheen in de bundel Eeuwig Ajax ter gelegenheid van het honderdjarige bestaan van de club.

## Spellingswijze
De achternaam wordt in diverse bronnen zowel als Kalderon en als Calderon gespeld.